# Greatest Hits/The Deluxe Edition
Greatest Hits/The Deluxe Edition es un álbum recopilatorio del cantante estadounidense David Lee Roth, conteniendo grandes éxitos de su carrera como solista entre 1985 y 1994.

## Lista de canciones
1. "California Girls" - 2:54
2. "Just a Gigolo/I Ain't Got Nobody" - 4:44
3. "Easy Street" - 3:51
4. "Coconut Grove" - 2:53
5. "Just Like Paradise" - 4:07
6. "A Little Luck" - 4:41
7. "I'm Easy" - 2:10
8. "Tobacco Road" - 2:30
9. "Goin' Crazy!" - 3:11
10. "Yankee Rose" - 3:53
11. "A Lil' Ain't Enough" - 4:45
12. "Sensible Shoes" - 5:10
13. "Hey, You Never Know" - 2:46
14. "Hot Dog and a Shake" - 3:20
15. "Land's Edge" - 3:12
16. "No Big 'Ting" - 4:53